# Hồ cổ đại
Một hồ cổ đại là một hồ nước liên tục mang nước trong hơn một triệu năm. Nhiều hồ đã tồn tại hơn 2,6 triệu năm, tròn thời kỳ Đệ tứ. Các hồ cổ đại tiếp tục tồn tại do kiến tạo mảng trong một khu vực rạn nứt hoạt động. Vùng rạn nứt hoạt động này tạo ra các hồ cực kỳ sâu và khó lấp đầy tự nhiên với trầm tích. Do cuộc sống kéo dài của các hồ cổ, chúng đóng vai trò là mô hình cho các đặc điểm tiến hóa và sự hình thành loài bị cô lập.
Hồ Baikal thường được coi là lâu đời nhất, vì bằng chứng rõ ràng cho thấy nó có 25-30 triệu năm tuổi. Hồ Zaysan thậm chí có thể già hơn, có nguồn gốc từ kỷ Phấn trắng và ít nhất 65 triệu năm tuổi  (rất có thể là khoảng 70 triệu năm ), nhưng tuổi chính xác của nó vẫn còn gây tranh cãi và có một số điểm không chắc chắn. Một ứng cử viên lâu đời nhất là Hồ Maracaibo, ước tính khoảng 20-36 triệu năm tuổi. Vào thời cổ đại, nó không thể chối cãi là một hồ nước thực sự, nhưng ngày nay nó bị nhiễm mặn và kết nối trực tiếp với biển, khiến nhiều người coi nó là một đầm hoặc một vịnh lớn.

## Hồ cổ đại so với hồ trẻ hơn
Có sáu loại hồ chính (Liệt kê dưới đây). Phần lớn các hồ khô cạn là kết quả của việc lấp đầy với trầm tích lacustrine; trầm tích lắng đọng từ một con sông vào hồ trong hàng ngàn năm. Các yếu tố ảnh hưởng đến việc giảm mực nước bao gồm trầm tích gluvial-lacustrine tích tụ, bốc hơi, thoát nước tự nhiên và các quá trình địa vật lý. Hồ cổ có tuổi thọ kéo dài như vậy khi so sánh với các hồ truyền thống trẻ hơn do các khu vực rạn nứt hoạt động tại địa phương và các phần đất bị lún gọi là địa hào.
Chẳng hạn, hồ Baikal ở Nga, hồ sâu nhất thế giới là một hồ nước cổ được tạo ra bởi Khu vực khe nứt Baikal; 25-30 triệu năm tuổi, độ sâu 5.387 foot (1.642 m). So với các hồ lớn ở Bắc Mỹ, được hình thành từ thời kỳ băng hà cuối cùng bằng cách cọ rửa băng hà và hồ nước tan chảy: 14.000 năm tuổi, độ sâu tối đa của hồ dao động từ 200–1.300 foot (60–400 m).
- Hồ kiến tạo
- Sạt lở và hồ đập băng
- Hồ muối
- Hồ Oxbow
- Hồ miệng núi lửa
- Hồ sông băng

## Hình thành hồ cổ
Sự hình thành hồ cổ tương tự như một thung lũng tách giãn. Sự hình thành xảy ra trong một địa hào nằm trên vùng rạn nứt hoạt động. Địa hào là những phần đất, được hình thành dọc theo ranh giới mảng phân kỳ, đã lún xuống giữa hai mảng song song. Vị trí của địa hào phía trên vùng rạn nứt hoạt động dẫn đến đáy hồ liên tục giảm độ sâu và các bức tường tăng chiều cao.

## Tầm quan trọng của sự tiến hóa
Các hồ nước cổ đại cho phép các nhà khoa học nghiên cứu các cơ chế thay đổi môi trường theo thời gian băng hà. Các đặc điểm tiến hóa bao gồm lựa chọn giới tính, bức xạ thích ứng và trạng thái cân bằng ngắt quãng được nghiên cứu trong các hồ cổ đại do sự tồn tại kéo dài và cách ly địa lý chung. Hầu hết các nghiên cứu đã được liên kết với các loài động vật và tảo cát đặc hữu tồn tại trong các hồ bị cô lập này, tập trung vào hồ Baikal, biển Caspi và hồ lớn châu Phi. Thông tin có nguồn gốc từ các nhóm trầm tích fluvial-lacustrine, các mô tả biến động và bốc hơi.

## Danh sách các hồ cổ đại
- Biển Caspi (Âu Á)
- Hồ Baikal (Siberia)
- Hồ Biwa (Nhật Bản)
- Hồ Lanao (Philippines)
- Hồ Malawi (Đông Phi)
- Hồ Maracaibo (Venezuela) - hiện là vịnh / cửa thủy triều lớn chứ không phải là hồ theo nghĩa truyền thống
- Hồ Ohrid (Balkan)
- Hồ Tanganyika (Đông Phi)
- Hồ Titicaca (Nam Mỹ)
- Hồ Zaysan (Kazakhstan)